# شتنه-وودن
شَتنه-وودَن (به فرانسوی: Chatenay-Vaudin) یک کمون‌ در دپارتمان‌ اوت-مارن واقع در گراند اِست در شمال شرقی فرانسه است.